# Ichneumon denticulator
Ichneumon denticulator là một loài tò vò trong họ Ichneumonidae.